# Вінченцо Д'Анджело
Вінченцо Д'Анджело (італ. Vincenzo D'Angelo, 22 січня 1951 — 6 лютого 2008) — італійський ватерполіст.
Срібний призер Олімпійських Ігор 1976 року, учасник 1980, 1984 років.
Бронзовий призер Чемпіонату світу з водних видів спорту 1975 року.
Переможець Середземноморських ігор 1975 року, срібний призер 1979 року.